# Aubord
Aubord – miejscowość i gmina we Francji, w regionie Oksytania, w departamencie Gard.
Według danych na rok 1990 gminę zamieszkiwało 1607 osób, a gęstość zaludnienia wynosiła 171 osób/km² (wśród 1545 gmin Langwedocji-Roussillon Aubord plasuje się na 235. miejscu pod względem liczby ludności, natomiast pod względem powierzchni na miejscu 784.).